# Arrhenia latispora
Arrhenia latispora är en lavart som först beskrevs av J. Favre, och fick sitt nu gällande namn av Bon & Courtec. 1987. Arrhenia latispora ingår i släktet Arrhenia och familjen Tricholomataceae.   Inga underarter finns listade i Catalogue of Life.